# Stema Poloniei

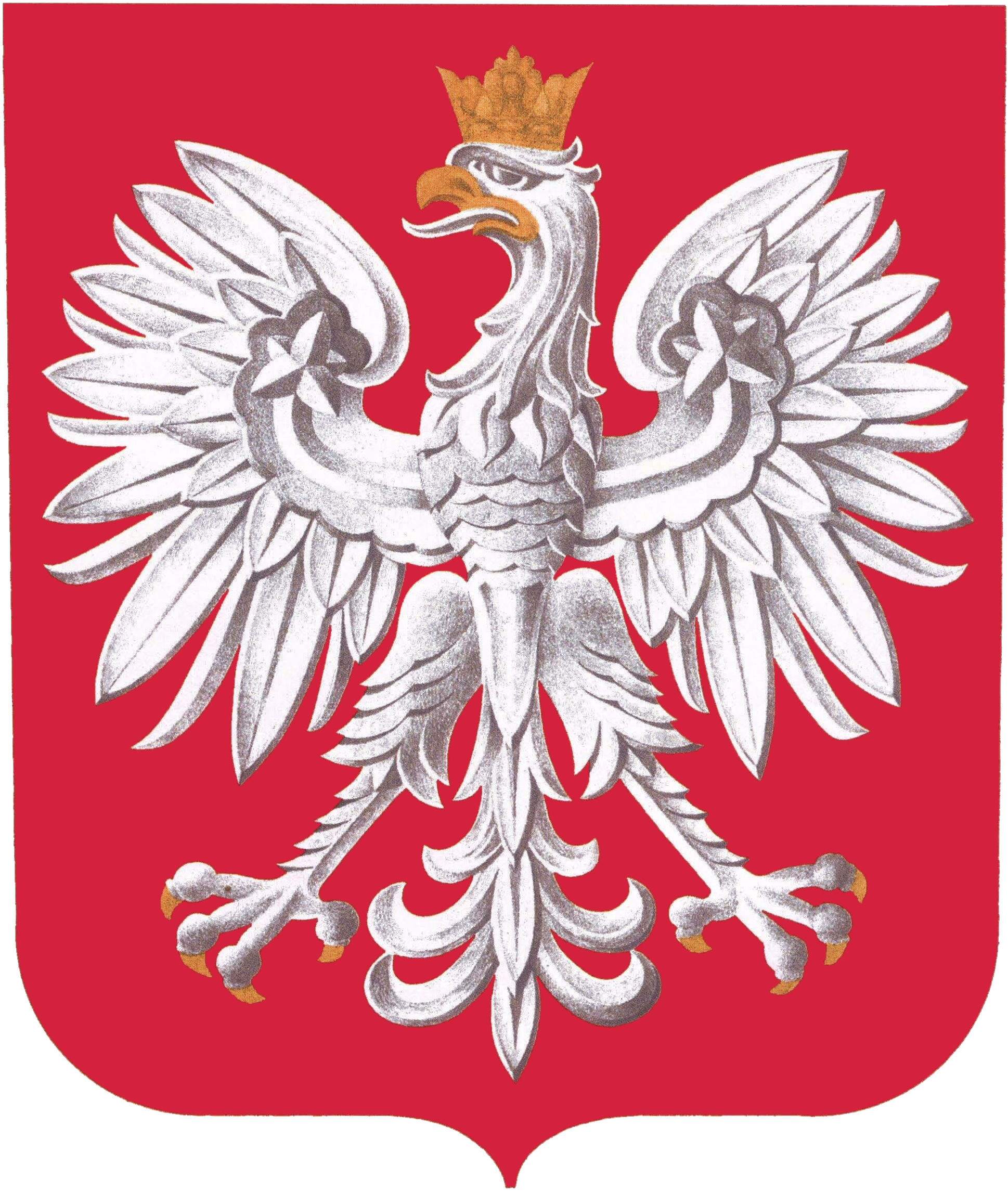
Stema oficială a Poloniei

Stema Poloniei constă dintr-o acvilă albă amplasată pe fondul roșu care formează scutul. Acvila este orientată spre dreapta sa, este încoronată și are ghiarele și ciocul aurii. Culorile alb și roșu sunt reprezentate și pe drapelul Poloniei.

## Galerie

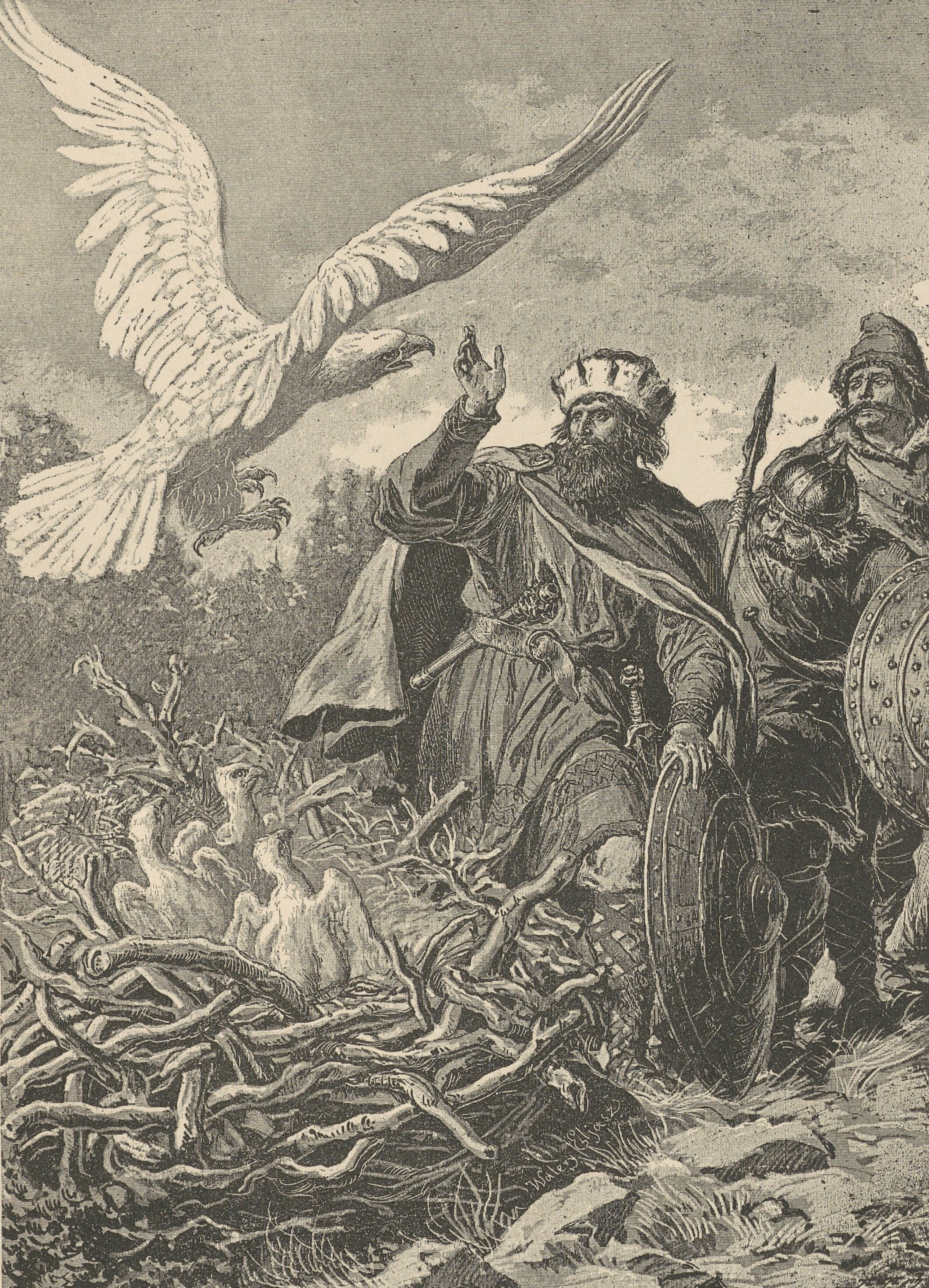
Lech
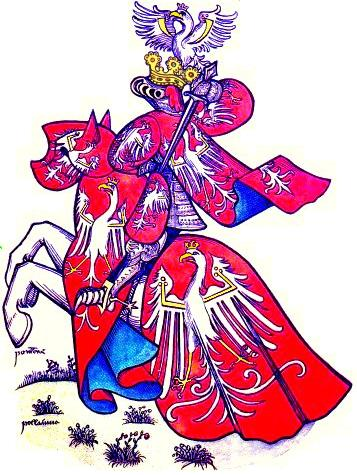
Rege al Poloniei
1919-1927
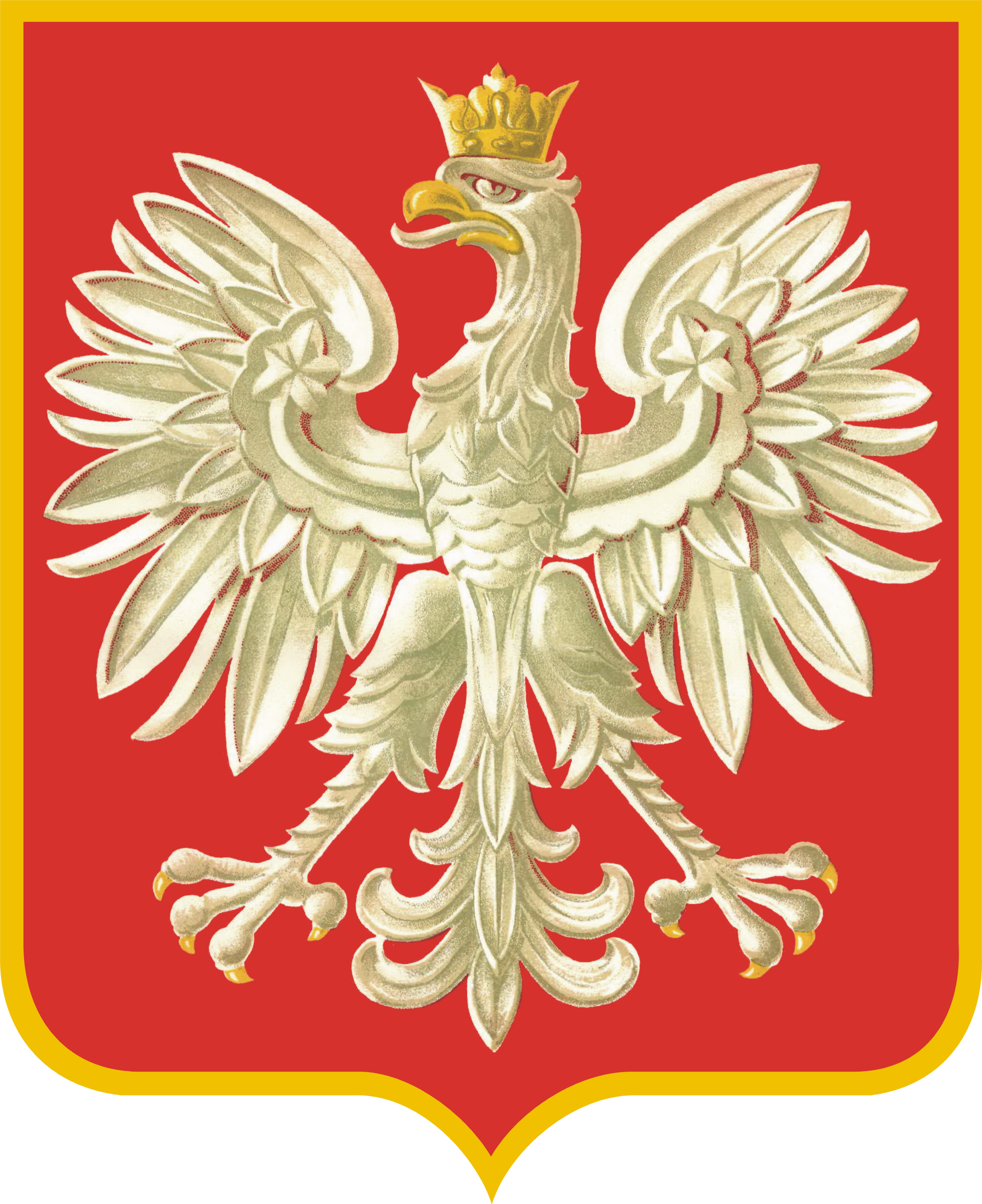
1927-1939
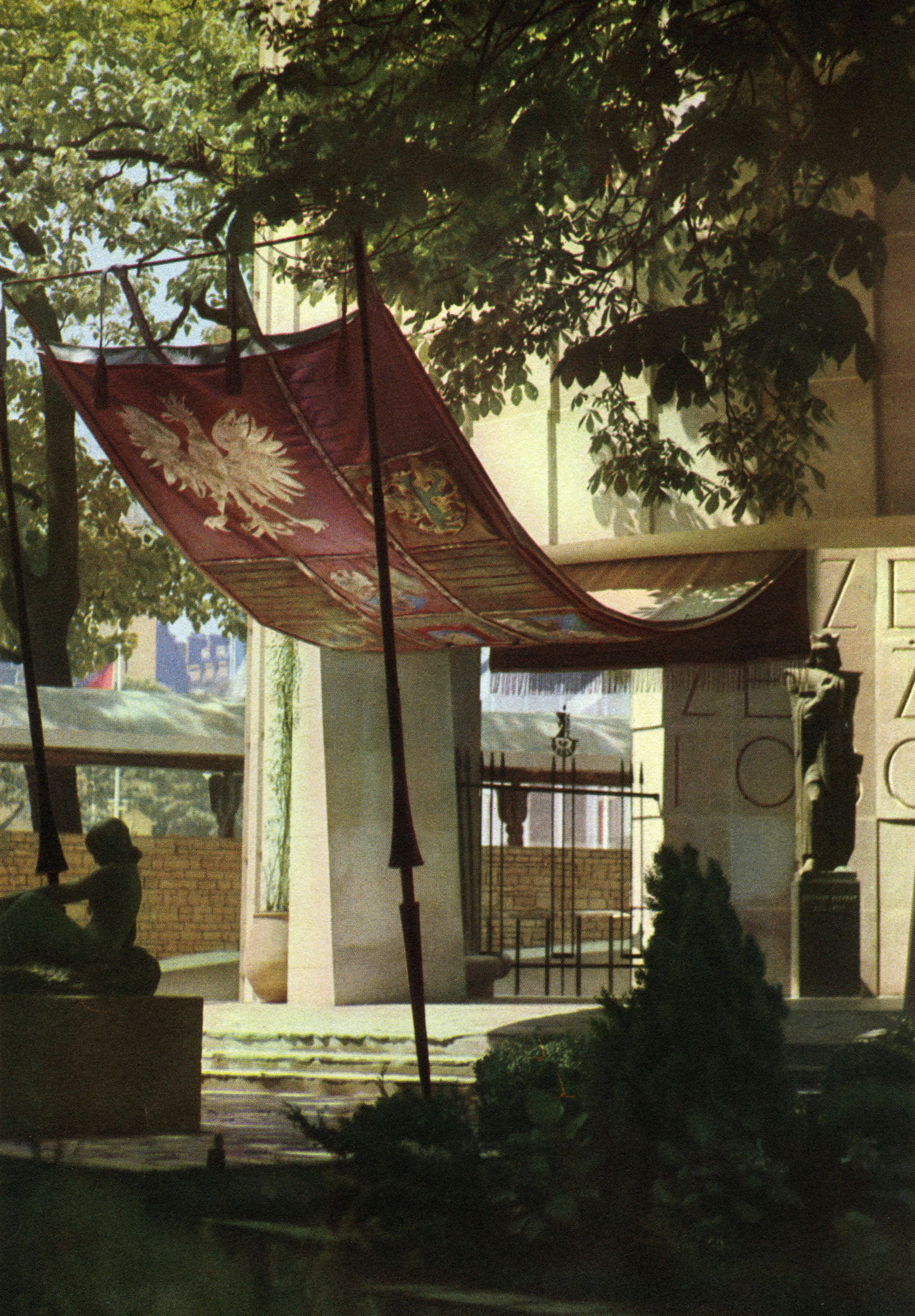
Paris, 1937
1945-1989